# 爱理沙
爱理沙，字允中，元朝诗人，回回人。
先世为西域巨商，因助蒙古军西征有功，于是迁居京城大都（今北京）。其父官至武昌达鲁花赤，于是定居武昌。擅于作诗，与兄吉谟雅丁不相仲伯，时人称赞“二君之诗为足传”。作品多佚。其弟丁鹤年，是元末明初著名诗人。《丁鹤年集》附录中收有其诗作。